# Wappen Ecuadors
Das Wappen Ecuadors (offizieller Name: Escudo de armas del Ecuador) wurde in seiner heutigen Form im Jahr 1900 festgelegt, geht aber größtenteils auf die Version von 1845 zurück.

## Beschreibung
Der Wappenschild hat die Form einer auf seiner Hauptachse stehenden Ellipse. Im Hintergrund der Chimborazo, der daraus entspringende Fluss stellt den Río Guayas dar, beide als Symbol für die Schönheit und den Reichtum der Sierra bzw. Costa. Das im Fluss schwimmende Dampfschiff trägt ebenfalls den Namen Guayas, es wurde 1841 als erstes seetüchtiges Dampfschiff der südamerikanischen Westküste in Guayaquil gebaut. Anstelle eines Mastes ist als Symbol für Handel und Wirtschaft ein Hermesstab dargestellt. Darüber die Goldene Sonne umgeben von den Tierkreiszeichen für Widder, Stier, Zwillinge und Krebs, welche die Monate März bis Juni darstellen, als Symbol für die Dauer der Liberalen Revolution (Märzrevolution) von 1845.
Der über dem Wappenschild sitzende Kondor streckt seine Flügel als Symbol für Macht, Größe und Stärke von Ecuador. Flankiert wird der Schild von vier ecuadorianischen Flaggen. Der auf der linken Seite aus den Flaggen ragende Lorbeerzweig repräsentieren den Ruhm der Republik (oder auch den Ruhm der Helden der Unabhängigkeit). Der rechts herausragende Palmzweig ist ein Symbol für Frieden. Der Schild steht über einem Rutenbündel, welches die republikanische Würde repräsentiert.

## Geschichte

Aktuelle Flagge Ecuadors

Der Wappenschild wurde bereits nach der ersten liberalen Revolution (Märzrevolution) von 1845 ein erstes Mal in dieser Form eingeführt mit dem Unterschied, dass der Schild von den Weiß-Blau-Weißen Flaggen flankiert wurde, welche nach der Märzrevolution die später wieder eingeführte Tricolor ersetzten. Das Wappen in seiner heutigen Form wurde am 31. Oktober 1900 vom Kongress festgelegt.

## Gebrauch
Das Wappen Ecuadors wird vom Präsidenten, dem Parlament, den Ministerien und vielen weiteren Behörden und öffentlichen Institutionen geführt. Außerdem befindet sich das Wappen auf der Flagge Ecuadors und auf vielen Münzen und Banknoten der ehemaligen Landeswährung Sucre und der heute neben den Münzen der Vereinigten Staaten verwendeten Centavos del dólar ecuadorianischer Prägung.